# City-universitetet
City-universitetet var åren 1988–2001 ett fristående, privat universitet i Stockholm, med egen forskning, utbildning på masternivå och akademisk förlagsverksamhet. Verksamheten var närstående Timbro.